# Brandtaucher
Der Brandtaucher ist das erste deutsche und älteste heute noch erhaltene Unterseeboot. Es wurde um 1850 von dem bayerischen Korporal Wilhelm Bauer entwickelt. Die Konstruktion sollte Schiffe, Brücken und Hafenanlagen unterhalb der Wasserlinie angreifen und in Brand setzen können. Aus dem Bootsinneren sollte dazu mit Stulpenhandschuhen und Greifarmen ein rund 50 kg schwerer Explosivkörper, der Brand, an den feindlichen Objekten befestigt werden. Aufgrund dieser Idee trägt es den Namen Brandtaucher. Bei der Formfindung für diese neue Art der Fortbewegung nahm Bauer den Seehund als Vorbild. Daher wird der Brandtaucher auch Eiserner Seehund genannt.

## Entstehungsgeschichte

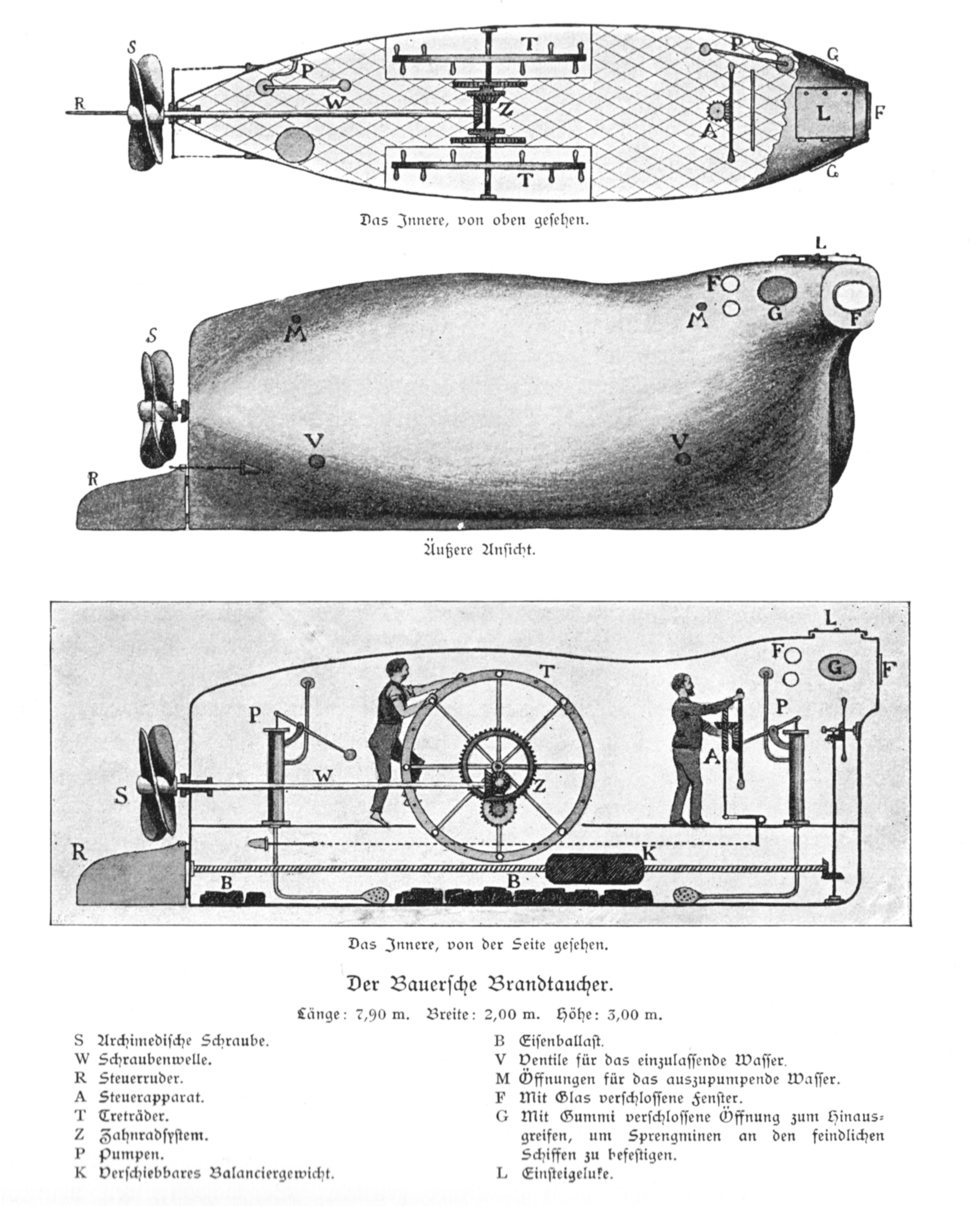
Skizze des Brandtauchers

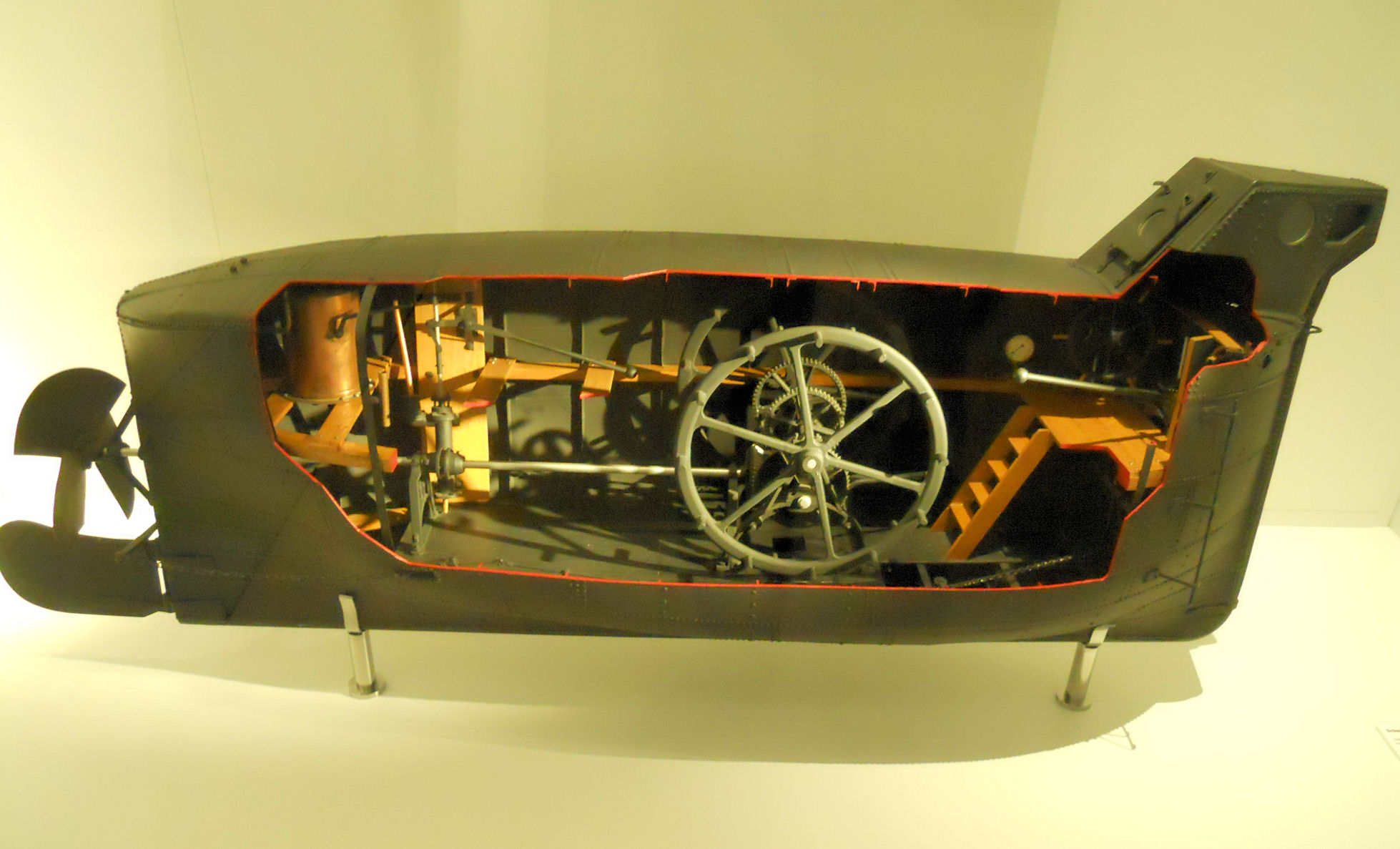
Modell des Brandtauchers

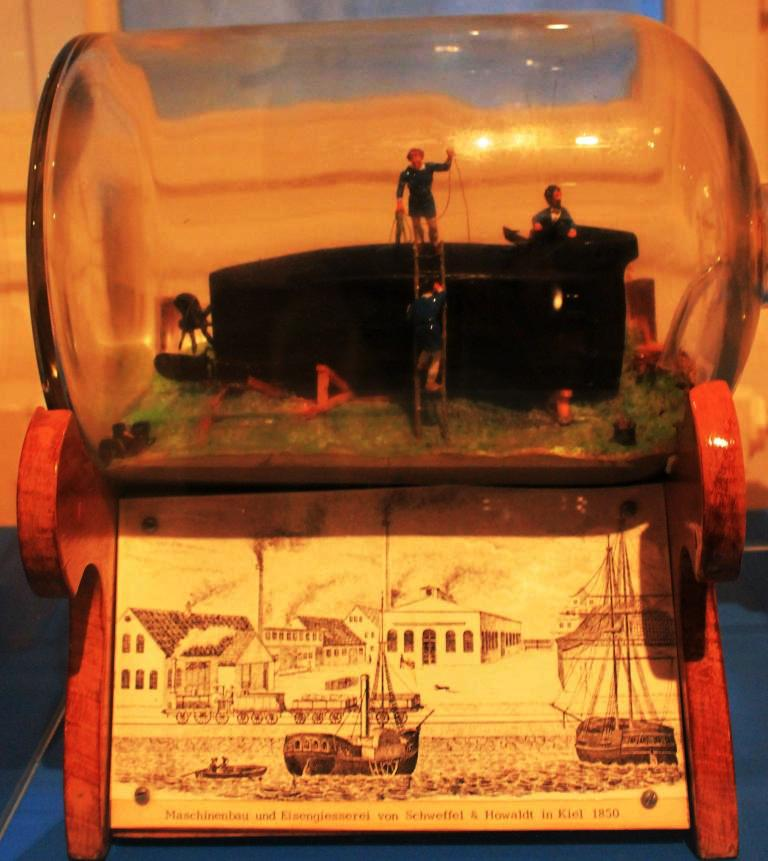
Modell des Brandtauchers in der Flasche

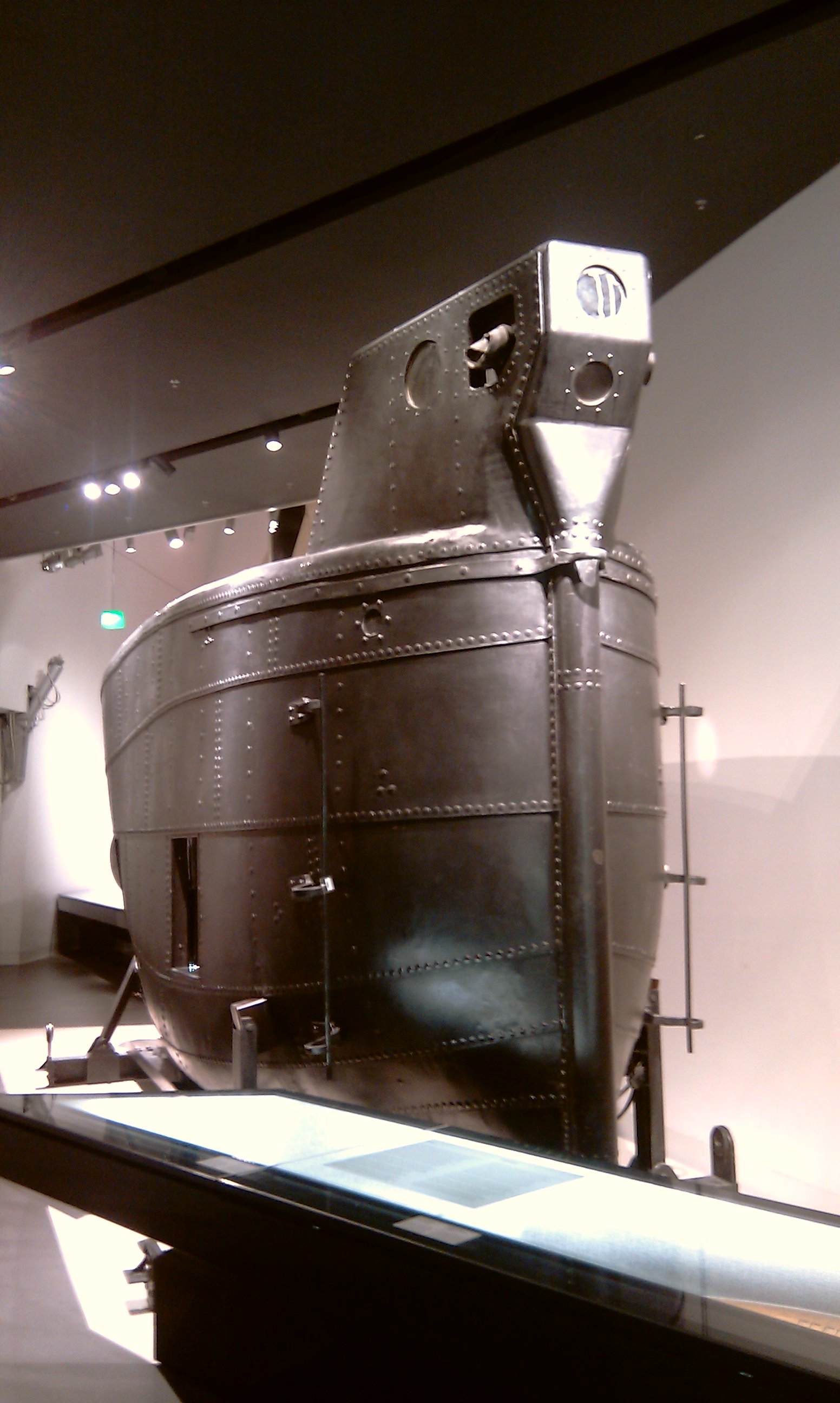
Brandtaucher im MHM, 2012

Bauer selbst berichtete später, dass ihm die Idee eines unter der Wasseroberfläche fahrenden Branders bei der Erstürmung der Düppeler Schanzen gekommen war, als er darüber nachgegrübelt hatte, wie die dänische Seeblockade zu brechen wäre. Angeblich bekam er beim Anblick dänischer Einheiten, die bei Sonderburg über eine Pontonbrücke vorrückten, die Idee, durch den Einsatz einer Unterwasserwaffe eine Verteidigungslinie schaffen zu können – in diesem Fall für die von den Dänen beschossene sächsische Brigade. Obwohl den Ideen Bauers einige Erfindungen auf dem Bereich des Unterseebootbaus vorausgingen, so das „Fisch“-Boot Steinhuder Hecht des Grafen Wilhelm von Schaumburg-Lippe oder Klingerts Tauchapparat, ist nicht gesichert, dass Bauer über diese Entwicklungen des ausgehenden 18. Jahrhunderts informiert war.
Noch während seines Einsatzes in Jütland studierte Bauer die natürlichen Bewegungsabläufe des Seehundes, um mit Hilfe dieser Kenntnisse einen technischen Apparat zu entwerfen. Doch der Berliner Waffenstillstand vom 10. Juli 1849 beendete den Einsatz der Truppen des Deutschen Bundes, und Bauer musste nach Bayern zurückkehren. Er stellte im Herbst 1849 seinen Entwurf einer sachverständigen Kommission vor. Die Ablehnung des Entwurfes veranlasste Bauer nach eigenen Angaben zur Rückkehr nach Schleswig-Holstein. Er schied aus der bayerischen Armee aus und bewarb sich beim schleswig-holsteinischen Heer als Artillerie-Offizier. Am 30. Januar 1850 trat er als Unteroffizier in die schleswig-holsteinische Armee ein. Stationiert wurde der Soldat in Rendsburg.
Nach einigen Modellversuchen in Ingolstadt und München und dem Übertritt in die Armee von Schleswig-Holstein stellte Bauer seine Pläne dem dortigen Marineministerium vor, wo das Vorhaben positiv beurteilt und eine Finanzierung von 30 preußischen Talern bewilligt wurde. Bauer wurde im März 1850 zur Realisierung eines Modells nach Kiel kommandiert, verbunden mit dem Auftrag an die schleswig-holsteinische Flottille (Kriegsmarine), eine Kommission einzusetzen. Anhand von Plänen sollte sie die Chancen des Apparates prüfen. Die Kommission gelangte zu einem abgewogenen Urteil. Gemeinsam mit einem Kieler Mechaniker konstruierte Bauer einen etwa 70 cm langen schwimmfähigen Tauchapparat, dessen dreiflügelige Schraube über ein Uhrwerk angetrieben wurde. Der tropfenförmige Kupferzylinder konnte über ein im Inneren verschiebbares Bleigewicht getrimmt und über ein bewegliches Heckruder gesteuert werden. Nachdem die erfolgreiche Vorführung des Modell-Tauchapparates im Kieler Hafen jedoch nicht zu einem Auftrag führte, zerschlug Bauer das Modell aus Furcht vor dem Diebstahl seines geistigen Eigentums.
Von da an versuchte Bauer auf privatem Wege die Finanzierung eines ersten Apparates zu realisieren. Hierfür erhielt er zunächst eine Beurlaubung und dann mehr und mehr Unterstützung, nachdem Karl Wilhelm von Willisen, der Befehlshaber der schleswig-holsteinischen Truppen, von seinen Ideen erfahren hatte. Auf seine Anregung hin gründeten einige Offiziere ein Komitee für den Bau des Brandtauchers.

## Bau
Zunächst wurden einige Teile des Apparates in Büdelsdorf in der Carlshütte erstellt. Doch wegen mangelnder Kapazitäten wurde der Bau des ersten Unterseebootes in Kiel fortgesetzt. Der Brandtaucher wurde bei der Maschinenfabrik und Eisengießerei Schweffel & Howaldt in Kiel durch August Howaldt gefertigt. Bauer hatte dort seinen Plan zwar gegen massiven Widerstand zeitgenössischer Experten durchsetzen können, allerdings nicht die erforderlichen Geldmittel zusammenbekommen. Nach der Entscheidung zum Bau mussten daher die Entwurfspläne aus Kostengründen drastisch abgeändert werden. Die Wandstärke wurde deutlich von 12,5 mm auf 6 mm verringert, der Spantenabstand vergrößert, die vorgesehene Trimmung durch Ballast und Trimmtanks wurde durch ein verschiebbares Gewicht aus 500 kg Gusseisen ersetzt, das Ballastwasser wurde in den Rumpf anstatt in Ballasttanks geleitet. Bauer warnte, dass durch diese Maßnahmen der Auftrieb des Gefährts eine maximale Tauchtiefe von 9,5 m nicht überschreiten und die geplante Leistung von 30 m nicht erreichbar wäre, fand aber kein Gehör.

## Tauchversuche und zweimaliges Sinken
Im Dezember 1850 führte er erste Tauchversuche in der Förde durch. Hierfür wurde der Brandtaucher über eine Seilwinde durch ein Schiff der schleswig-holsteinischen Marine unter dem Kommando von Leutnant zur See 2. Klasse Andreas Anker Schau, den Raddampfer Bonin, ins Wasser gezogen. Nach der erfolgreichen Erprobungsfahrt wurde das Gefährt neben der Bonin vertäut, wo es aufgrund eines Bedienungsfehlers sank. Der Brandtaucher wurde gehoben, instand gesetzt und 16 Tage später konnte die Erprobung fortgesetzt werden.
Aufgrund des Zusammenbruchs der Schleswig-Holsteinischen Erhebung startete Wilhelm Bauer gemeinsam mit dem Zimmermann Friedrich Witt und dem Schmied Thomsen am 1. Februar 1851 eine Testfahrt des Brandtauchers. Das Unterseeboot war noch nicht vollendet und aus Geldmangel auch unvollkommen ausgerüstet. Es sank auf den Grund der Kieler Förde. Der Rumpf gab nach und Wasser brach ein. Die Besatzung konnte sich aus eigener Kraft retten. Nach mehreren erfolglosen Bergungsversuchen wurde im Sommer 1887 beim Bau des Kieler Torpedohafens das Wrack des Brandtauchers zufällig wiederentdeckt und geborgen. 

## Weiterverwendung
Nach mehrjähriger Liegezeit auf der Kaiserlichen Werft und im Garten der Marineakademie in Kiel entstand die Idee zur Erhaltung als museales Ausstellungsobjekt. 
Erst nach der Eröffnung des Meereskundemuseums gelangte es nach Berlin und überdauerte zwei Kriege. Über Umwege gelangte der Brandtaucher 1950 auf den Innenhof der Technischen Fakultät (1953 Schiffbautechnische Fakultät) nach Rostock und blieb jahrelang unbeachtet. Von 1963 bis 1965 wurde das Unterseeboot von den Schiffbauern der Neptun Werft als technisches Denkmal rekonstruiert und dann vom Armeemuseum der DDR in Potsdam, ab 1972 in das neueröffnete Museum in Dresden übernommen.
Das Armeemuseum der DDR wurde 1990 vom Bundesverteidigungsministerium übernommen und erhielt den Namen Militärhistorisches Museum der Bundeswehr (MHM). 1990 wurde das fast acht Tonnen schwere Tauchboot als Ausstellungsobjekt für die Internationale Fachmesse der Maritimen Wirtschaft "SMM '90" (Shipbuilding, Machinery and Marine Technology trade fair) und anschließend der Ausstellung "Hausboot '90" nach Hamburg ausgeliehen.  Ein Funktionsmodell eines Tauchbootes von Wilhelm Bauer aus dem Jahr 1852 befindet sich im Deutschen Museum in München.

## Sonstiges
NordBrief Briefmarke 45 ct. Kieler Erfinder Wilhelm Bauer 2016 sk Digitaldruck

Link zum Bild

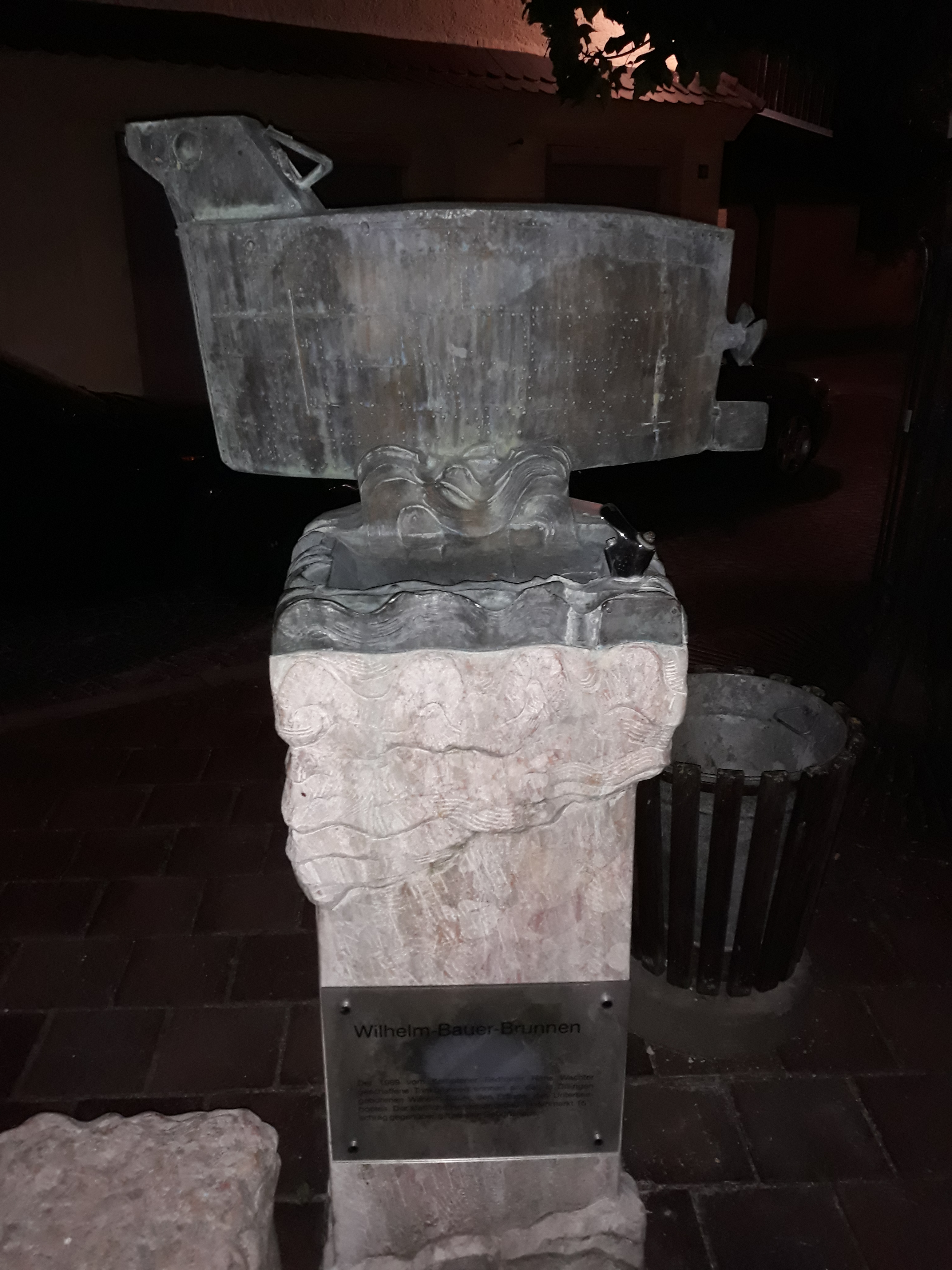
Wilhelm-Bauer-Brunnen mit Brandtaucher in der Geburtsstadt Dillingen.

- In Dillingen an der Donau wurde 1989 gegenüber von Wilhelm Bauers Geburtshaus am Hafenmarkt 15 ihm zu Ehren der Wilhelm-Bauer-Brunnen aufgestellt. Der vom Kemptener Bildhauer Hans Wachter geschaffene Trinkbrunnen stellt den Brandtaucher dar.
- In philatelistischer Würdigung gab das private Postunternehmen NordBrief 2016 in einer Briefmarkenserie Kieler Erfinder mit dem Porträt von Wilhelm Bauer mit einem Wert von 0,45 € heraus[10].